# Wulingnus
Genre
Wulingnus est un genre d'araignées aranéomorphes de la famille des Linyphiidae.

## Distribution
Les espèces de ce genre sont endémiques du Hubei en Chine,.

## Liste des espèces
Selon World Spider Catalog (version 26, 19/02/2025) :
- Wulingnus furcatus Irfan, Zhang & Peng, 2025
- Wulingnus inversus Irfan, Zhang & Peng, 2025

## Systématique et taxinomie
Ce genre a été décrit par Irfan, Zhang et Peng en 2025 dans les Linyphiidae.

## Publication originale
- Irfan, Zhou, Peng & Zhang, 2025 : « Survey of Linyphiidae spiders (Arachnida: Araneae) from some oriental regions of China. » Megataxa, vol. 15, no 1, p. 1-248 (texte intégral).